# Prowincja św. Bonawentury Zakonu Braci Mniejszych we Włoszech
Prowincja św. Bonawentury Zakonu Braci Mniejszych we Włoszech (wł. Provincia di San Bonaventura dei Frati Minori) − jedna z prowincji franciszkańskich z siedzibą prowincjała w Rzymie.

## Historia
Odpowiadając na wynikające ze zmniejszania się liczby powołań do Zakonu Franciszkańskiego potrzeby generał wraz z zarządem podjęli decyzję o połączeniu prowincji rzymskiej i abruzyjskiej w jedną. Unifikację poprzedziła wizytacja generalna przeprowadzona w obu prowincjach przez o. Danila Tremoladę z prowincji asyskiej. Nową prowincję ustanowił generał Michael A. Perry w Greccio 9 maja 2017 roku. W momencie erekcji przestali pełnić swoje urzędy dotychczasowi ministrowie prowincjalni. Patronem nowej jednostki administracyjnej franciszkanów z siedzibą prowincjała w Rzymie wybrano św. Bonawenturę z Bagnoregio. Generał Perry mianował pierwszy zarząd: Luigi Recchia (prowincjał), Fabio Catenacci (wikariusz prowincji), Riccardo Burattin, Luciano De Giusti, Daniele Di Sipio, Alessandro Partini, Carlo Serri oraz Nando Simonetti (definitorzy prowincjalni). W momencie powstania prowincja liczyła około 150 braci, mieszkających w 20 domach zakonnych.
Prowincja św. Bonawentury obejmuje swoim obszarem tereny Lacjum i Abruzji. Siedziby poszczególnych wspólnot znajdują się w następujących klasztorach:
- konwent Santa Maria in Aracoeli(inne języki) (Rzym, kuria)
- Policlinico Gemelli (Rzym)[5]
- Torre Angela (Rzym)[5]
- Frascati (Rzym)[5]
- klasztor i parafia San Francesco a Ripa (Rzym)[6]
- klasztor Sant’Angelo (Valmontone)
- klasztor i parafia San Sebastiano alle catacombe (Rzym)
- klasztor San Francesco (Bellegra)
- sanktuarium Santa Maria delle Grazie (Ponticelli, Rieti)
- sanktuarium Madonna delle Grazie (Teramo)
- sanktuarium San Bernardino (L’Aquila)
- sanktuarium w Greccio (Rieti)
- sanktuarium w Fonte Colombo (Rieti)
- sanktuarium w Poggio Bustone (Rieti)
- sanktuarium Santa Maria della Foresta (Rieti)
- klasztor i parafia w Acilia (Rzym)
- klasztor w Celano
- klasztor i parafia w Latinie
- klasztor w Orsogni
- klasztor w Lanciano
- klasztor San Giuliano (L’Aquila)
- klasztor Stella Maris (Pescara)
- klasztor San Bonaventura (Palatyn, Rzym)

W 2021 roku dotychczasowy prowincjał rzymski o. Massimo Fusarelli wybrany został generałem franciszkanów. Ministrem prowincjalnym Prowincji św. Bonawentury jest od 2021 roku o. Luciano De Giusti, wikariuszem o. Paolo Maiello, definitorem i sekretarzem prowincji o. Giovanni Loche.

## Dziedzictwo duchowe
Klasztory prowincji od wielu stuleci były miejscem rozwoju ruchu franciszkańskiego. Następujące osoby były związane z historią dwóch prowincji połączonych w 2017 roku.
| Zdjęcie | Klasztor                                    | Protagoniści                                                                                            |
| ------- | ------------------------------------------- | --- |
|         | Konwent San Francesco a Ripa w Rzymie       | Franciszek z Asyżu, Jakubina Settesoli, grób Karola z Sezze                                             |
|         | Konwent Aracoeli w Rzymie                   | brat Jałowiec (zm. na Aracoeli w 1258)                                                                  |
|         | Klasztor San Francesco w Bellegrze          | Franciszek z Asyżu, Tomasz z Cori, Teofil z Corte, Dydak Oddi, Marian z Roccacasale                     |
|         | Santa Maria della Grazie, Ponticelli Sabino | Amadeusz z Portugalii, Bonawentura z Barcelony                                                          |
|         | San Bernardino, L’Aquila                    | Bernardyn ze Sieny                                                                                      |
|         | Greccio                                     | Franciszek z Asyżu                                                                                      |
|         | Fonte Colombo                               | Franciszek z Asyżu                                                                                      |
|         | Poggio Bustone                              | Franciszek z Asyżu                                                                                      |
|         | Santuario della Foresta, Rieti              | Franciszek z Asyżu                                                                                      |
|         | Celano                                      | Tomasz z Celano                                                                                         |
|         | Santissima Annunziata, Orsogna              | Ludovico Riccelli da Gildone, Diego Giampaolo da Gamberale (słudzy Boży)                                |
|         | San Giuliano, L’Aquila                      | Jan Kapistran, Bernardyn z Fossy, Vincenzo dell’Aquila, Tymoteusz z Monticchio, Cezydiusz Giacomantonio |
|         | San Bonaventura, Palatyn (Rzym)             | Bonawentura z Barcelony, Giovanni Battista da Borgogna, Leonard z Porto Maurizio                        |
|         | Gemelli (Rzym)                              | Agostino Gemelli                                                                                        |